# М'ясотська сільська рада
М'ясотська сільська рада (біл. Мясоцкі сельсавет) — адміністративно-територіальна одиниця в складі Молодечненського району розташована в Мінській області Білорусі. Адміністративний центр — М'ясота.
М'ясотська сільська рада розташована на межі центральної Білорусі, у західній частині Мінської області орієнтовне розташування — супутникові знимки [Архівовано 1 лютого 2018 у Wayback Machine.], на схід від Молодечного.
До складу сільради входять 23 населених пункти:
- Великі Кошевники
- Вередове
- Вивери
- Доманове
- Загірське
- Заречанська
- Криниця
- Куромшичі
- Кутляни
- Кути
- Лозовець
- М'ясота
- Писарівщина
- Плеси
- Раївщина
- Решітки
- Рухли
- Самалі
- Селивонівка
- Слобідка
- Сосновий Бір
- Татарщина
- Черченове.